# Delphinus delphis
El delfín común, delfín común oceánico o delfín de aletas cortas (Delphinus delphis) es una especie de cetáceo odontoceto de la familia de los delfínidos propia de aguas tropicales y subtropicales. Hasta la década de 1990, se creía que era la única especie de este género.

## Descripción
Es un delfín delgado, con un hocico más corto que el delfín común costero (Delphinus capensis). Es prácticamente del mismo color que Delphinus capensis: zona dorsal con tonalidad gris oscura y zona ventral blanca; lateralmente presenta zonas de color gris claro, desde la cabeza a la cola. Mide hasta 2.4 m de longitud, pesando hasta los 110 kg.

## Población y distribución

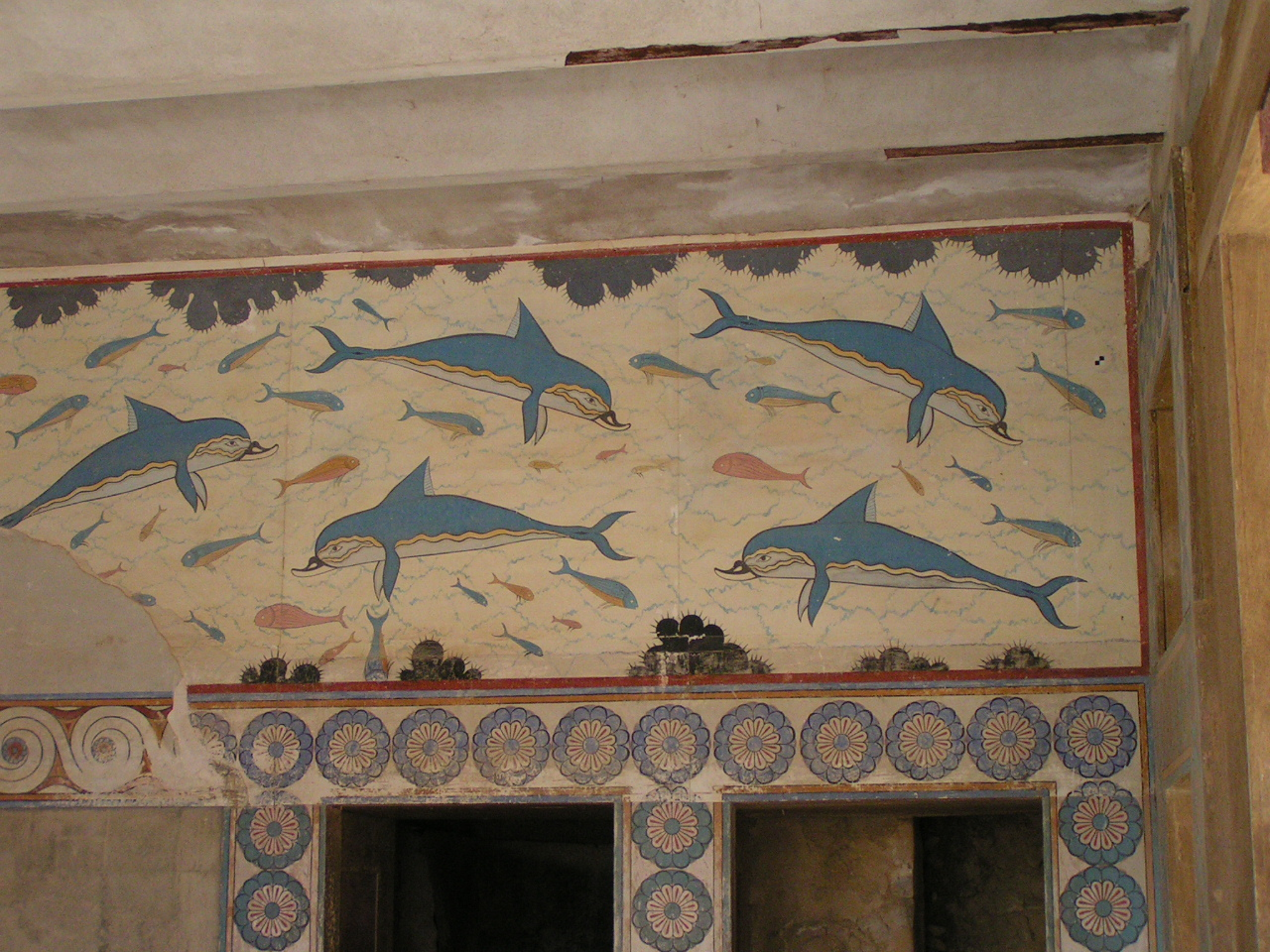
Pared que tiene ilustraciones de cinco Delphinus delphis y algunos peces.

Es una especie oceánica con una amplia distribución en los mares tropicales de los océanos Atlántico, Pacífico y algunos sitios del Índico, desde las aguas aledañas a la costa hasta miles de km de ella. También se ubica en algunos mares relativamente aislados, como los mares del Japón, Ojotsk, Mediterráneo y Negro. Es una especie muy abundante; por ejemplo la población estimada solo para la región tropical del este del Pacífico era de 2 963 000 para 2002.

## Subespecies
- Delphinus delphis delphis
- Delphinus delphis bairdii
- Delphinus delphis tropicalis